# 社会主义工人党 (哥伦比亚)
社会主义工人党（西班牙语：Partido Socialista de los Trabajadores）是哥伦比亚的一个托洛茨基主义政党。该党成立于1977年9月23日，即反对阿方索·洛佩斯·米切尔森政府的全国总罢工发生10天后。该党是哥伦比亚历史上第一个托洛茨基主义政党。该党的政治立场是左翼。该党出版刊物《社会主义者》。该党是国际工人联盟—第四国际的支部。